# Bon Scott
Ronald Belford Scott, detto Bon (Forfar, 9 luglio 1946 – Londra, 19 febbraio 1980), è stato un cantautore britannico naturalizzato australiano.
Fu il cantante e paroliere degli AC/DC dal 1974 al 1980, anno della sua morte. In seguito fu sostituito da Brian Johnson.
Nel 2004, la celebre rivista Classic Rock l’ha definito «il più grande frontman di tutti i tempi», mentre Hit Parader l’ha inserito al quinto posto nella classifica dei 100 migliori cantanti heavy metal di sempre.

## Biografia
(Bon Scott)

### L’infanzia in Scozia e il trasferimento in Australia
Ronald Belford Scott nacque il 9 luglio 1946 al Fyfe Jamieson Maternity Hospital di Forfar, in Scozia, da Isabelle Isa Cunningham Mitchell (1917 – 2011) e da Charles Belford Chick Scott (1917 – 1999), due fornai di umili origini che gestivano un panificio a Kirriemuir. Secondo di tre figli, il cui primo morto poco dopo la nascita, visse i primi anni della sua infanzia nella piccola Kirriemuir, ma all'età di sei anni emigrò con la famiglia in Australia. Stabilitosi inizialmente a Sunshine, un sobborgo di Melbourne, completò le scuole primarie presso la Sunshine Primary School e proprio qui nacque il suo diminutivo Bon, poiché vi era un altro compagno di classe suo omonimo.
Nel 1956 si spostò con la famiglia a Fremantle, alla periferia di Perth, dove completò le scuole primarie alla North Fremantle Primary School e iniziò ad appassionarsi alla musica suonando dapprima il flauto, poi il tamburo e la cornamusa nella Fremantle Scots Pipe Band ma iniziò anche a studiare la batteria che ricevette in dono dai genitori.
La passione per la musica crebbe e si affinò, coltivando una passione per Little Richard ma non quella per gli studi scolastici e per la disciplina, tanto che il giovane Bon lasciò il John Curtin College of the Arts a soli quindici anni. 
Nel 1963, ancora minorenne, il giovane Bon dovette anche scontare una breve pena presso il carcere minorile di Fremantle e poi la riabilitazione al Riverbank Juvenile Institution per alcuni piccoli reati quali false generalità, molestie e furto di 12 galloni americani, equivalenti a 45 litri di benzina.

### Gli esordi musicali
Nel 1964 Bon Scott formò gli Spektors, la sua prima band, in cui figurava come batterista e talvolta cantante. Dopodiché nel 1966 militò con i Winstons per qualche tempo, prima di fondare i Valentines, come co-cantante, insieme a Vince Lovegrove. I Valentines, attivi fra il 1966 e il 1970, registrarono diverse canzoni originali, cover e altre scritte da George Young degli Easybeats, tra cui Peculiar hole in the sky che entrò nella Top 5 locale. Durante la sua permanenza nei Valentines, Bon Scott fu uno dei primi cantanti australiani a essere accusati di possesso di marijuana e ubriachezza molesta.
Nel 1970 Bon Scott si trasferì ad Adelaide dove conobbe la band Fraternity, attiva fra il 1970 e il 1973. Bon Scott si unì a loro e si trasferì a Sydney per pubblicare due LP, Livestock (1971) e Flaming Galah (1972), con un conseguente tour in Europa nel 1972 e nel 1973, dopodiché il gruppo entrò in una fase di stasi. Al tempo stesso Bon Scott cercò un impiego più stabile e a Sydney tentò anche di arruolarsi nell’Australian Army ma non venne ammesso perché considerato “soggetto socialmente disadattato”. Tornato ad Adelaide, Bon Scott ripiegò trovando svariati lavori saltuari, inizialmente come fornaio, poi come pescatore di gamberi, come macellaio e in seguito come operaio presso la Wallaroo, una ditta produttrice di fertilizzanti.
Nel 1971 Bon Scott conobbe Irene Thornton, una ragazza di Adelaide e si sposarono nel 1972. Nell’estate del 1974 avevano già divorziato e Bon Scott ebbe ulteriori storie con alcune altre donne, di cui si vantava di aver avuto dei figli, che però non riconobbe mai. 
Al tempo stesso egli iniziò a cantare in una nuova band di Adelaide chiamata Mount Lofty Rangers; in questo periodo scrisse i testi di due canzoni: Round & round & round e Carey Gully, poi i soli testi di Been up in the hills too long e Clarissa, che però non vennero mai musicate. 
Tuttavia, a seguito di un acceso diverbio con un componente del gruppo, in preda anche ai postumi dell’alcool, Bon Scott abbandonò furioso una sessione di prove con i Mount Lofty Rangers ed ebbe un grave incidente con la sua motocicletta Suzuki GT 550, dopodiché fu trasportato d’urgenza in ospedale dove rimase ricoverato per oltre due settimane, dopo tre giorni di coma.
I Mount Lofty Rangers si sciolsero in seguito, mentre i Fraternity finirono con il riunirsi senza Bon Scott, rimpiazzandolo con Jimmy Barnes e continuarono il loro percorso artistico per oltre un decennio.

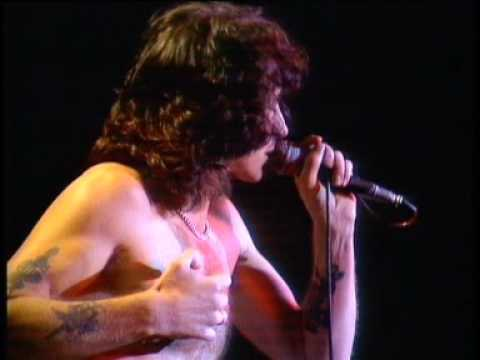
Un'immagine di Bon Scott in concerto

### Bon Scott e gli AC/DC
Ripresosi soltanto nel giugno del 1974, Bon Scott abbandonò momentaneamente la musica e svolse alcuni lavori occasionali tra cui l’operaio, il barista, il postino e l’autista di autobus ad Adelaide, dove incontrò nuovamente George Young, che gli riferì che i suoi fratelli minori Angus e Malcolm stavano avendo successo con una rock band fondata a Sidney l’anno precedente e ipotizzò di proporlo a loro come nuovo cantante. 
Angus e Malcolm Young degli AC/DC erano infatti da tempo alla ricerca di una nuova figura di spicco, poiché erano insoddisfatti dell’apporto vocale del loro primo cantante Dave Evans; i fratelli Young ritenevano che i suoi atteggiamenti troppo glam non fossero in linea con la loro concezione di rock band e già a pochi mesi dalla costituzione del gruppo si erano messi alla ricerca di un altro cantante che allo stesso tempo potesse anche fregiarsi del titolo di frontman.

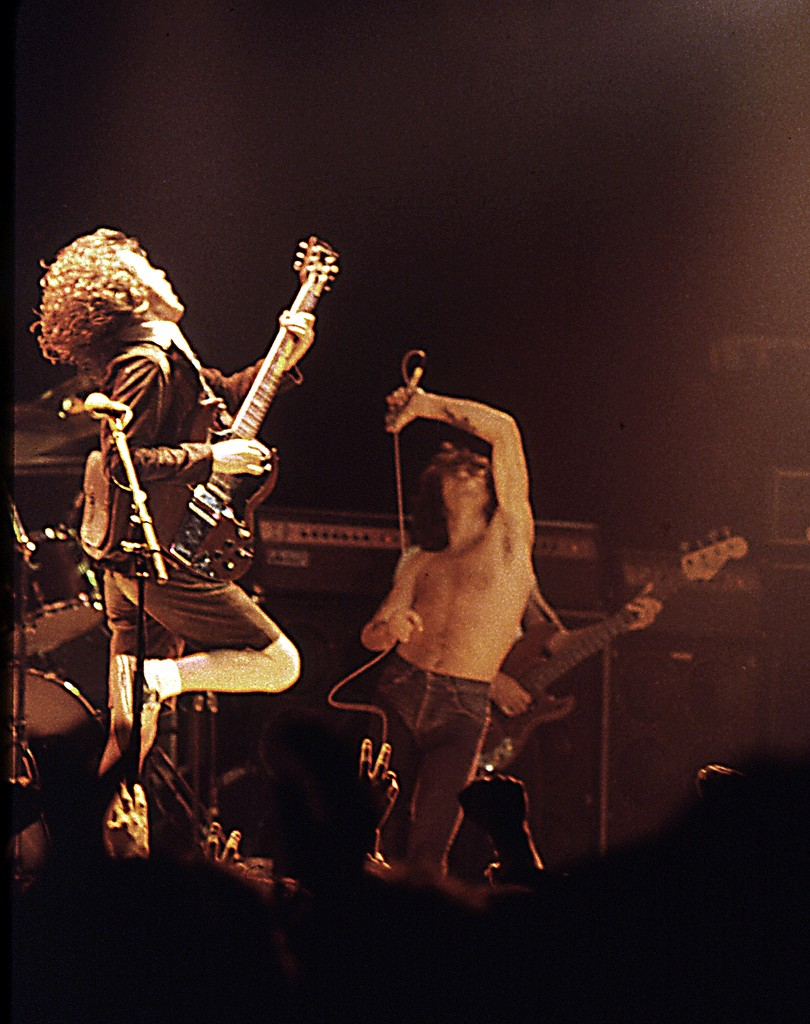
Bon Scott in concerto con gli AC/DC, con a sinistra Angus Young alla chitarra

Su mediazione dell’amico George Young, Bon Scott fu invitato al Pooraka Hotel di Adelaide dopo un concerto degli AC/DC, dove Bon Scott rivelò di essere stato impressionato dall’energia e dalla potenza espresse dalla band nella loro esibizione sul palco. Da subito i giovani Angus e Malcolm furono perplessi per l’età di Bon Scott, con ben nove anni di differenza, pensando che fosse troppo vecchio per fare della musica rock, tuttavia quando George Young elencò le esperienze di Bon Scott nelle varie band e fece ascoltare alcune sue canzoni, i due rimasero affascinati dalle sue doti vocali e creative. L’incontro si concluse con la promessa di rivedersi ma, prima di prendere una decisione definitiva, Bon Scott fu comunque ingaggiato come autista del pullman per il primo tour australiano degli AC/DC.
Grazie a quell’incontro quasi fortuito con i fratelli Young, nell’ottobre del 1974, Bon Scott divenne ufficialmente il nuovo frontman degli AC/DC. Con i suoi 28 anni d’età, Bon Scott era il meno giovane, tuttavia la sua esperienza e il suo carisma permisero agli AC/DC di trovare in breve tempo la propria dimensione e quello stile tipicamente grezzo e genuino che li caratterizzerà con coerenza per tutti gli anni a venire.
Con gli AC/DC Bon Scott diede del suo meglio partecipando a un tour mondiale che li rese celebri al grande pubblico e contribuendo all'uscita di cinque album, per i quali scrisse molti dei più grandi successi del gruppo, tra cui Touch too much, Shut down in flames, T.N.T., If you want blood (you've got it) e Highway to Hell.
All'inizio del 1979 gli AC/DC inaugurarono il Highway to Hell Tour, la loro prima tournée mondiale che li vide impegnati per tutto l'anno e per i primi mesi del 1980, fino alla data finale di Southampton del 27 gennaio. Dopo questo primo tour mondiale di successo che impegnò a lungo tutti i membri della band, Bon Scott e i fratelli Young si concedettero un periodo di pausa stabilendosi a Londra e intervallando impegni lavorativi alla stesura dei primi arrangiamenti per il nuovo disco che poi prese il nome di Back in Black.

### La morte
La morte di Bon Scott fu improvvisa ma forse mai del tutto chiarita. L’epilogo della sua vita ebbe inizio a Londra, dove Bon Scott si era trasferito già dalla fine del 1979 prendendo in affitto un appartamento in Ashley Place, poco distante dalla Victoria Station. 
Dopo alcune settimane trascorse a provare nuovi brani come Have a drink on me e Let me put my love into you da includere nel nuovo album, Bon Scott trascorse i primi mesi del nuovo anno dedicandosi alla stesura dei testi delle nuove canzoni, a collaborazioni musicali, nonché all’apparizione televisiva alla trasmissione della BBC Top of the pops, andata in onda il 7 febbraio 1980, dove egli si esibì con gli AC/DC eseguendo il brano Touch too much. 
Due giorni dopo la band apparve anche in una puntata del programma Aplauso di TVE, suonando in playback tre pezzi tratti dal loro ultimo album Highway to Hell: questa fu l'ultima esibizione pubblica di Bon Scott con il gruppo. 
In seguito, nei giorni immediatamente precedenti la sua morte, Bon Scott registrò con il gruppo rock francese Trust una versione di Ride on presso lo Scorpio Sound Studio di Euston Road, ovvero la sua ultima registrazione discografica.

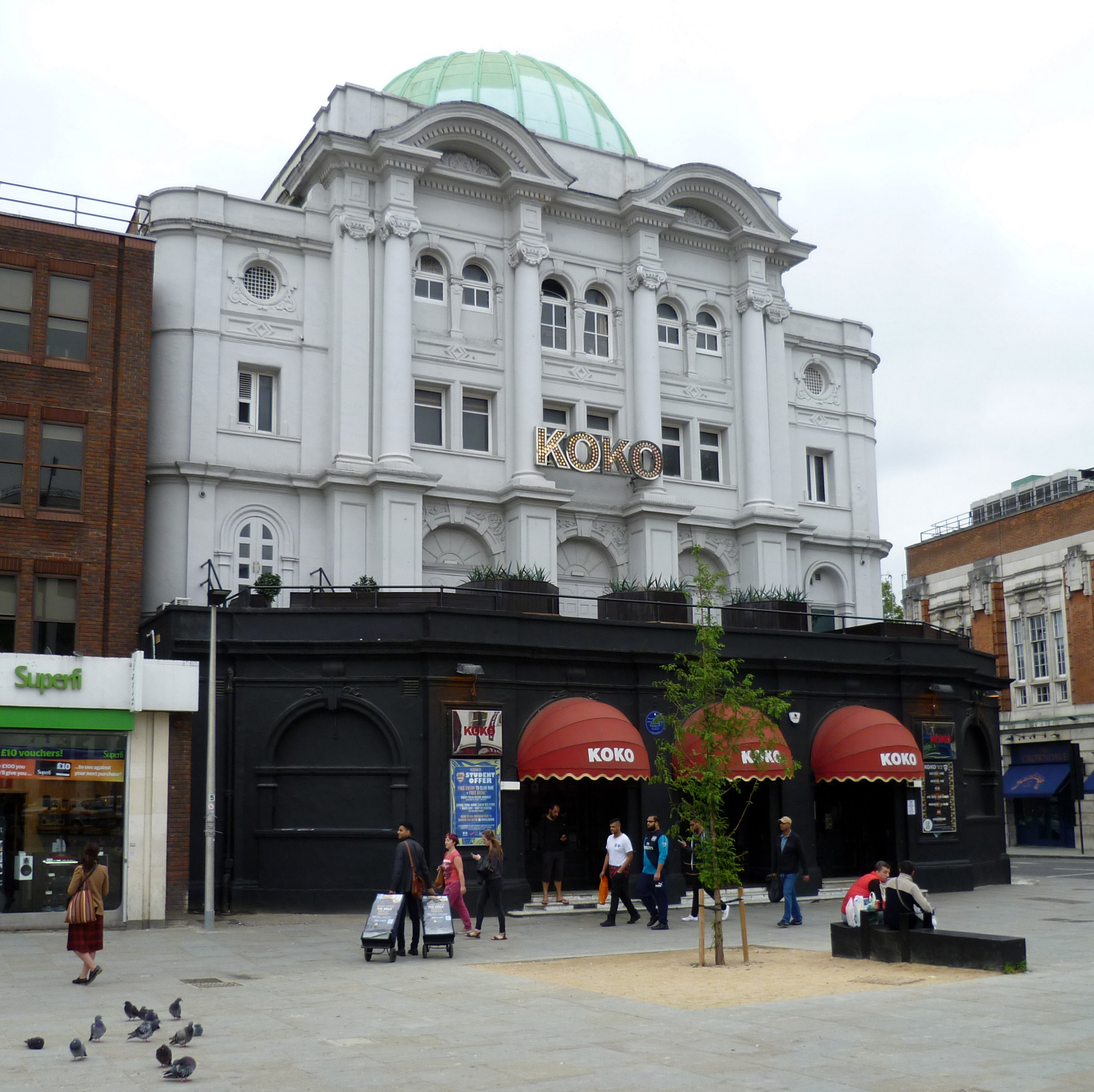
Il KOKO di Camden, fino al 1982 noto come The Music Machine

La sera di lunedì 18 febbraio 1980 Bon Scott chiamò dalla sua abitazione la sua amica Silver Smith, per invitarla a trascorrere la serata insieme a lui. Lei declinò l’invito, dicendogli però che un suo amico musicista, un certo Alistair Kinnear, che l’aveva precedentemente invitata a una festa in un locale di Camden, avrebbe potuto passare a prenderlo in auto e insieme trascorrere la serata. 
Poco dopo Alistair Kinnear prelevò Bon Scott dal suo appartamento di Ashley Place con la sua Renault 5 e insieme si recarono al The Music Machine, un noto locale alla moda di Camden.
Durante la serata i due bevvero senza sosta fino a tarda ora partecipando anche a un binge drinking e non è chiaro se Bon Scott ebbe altresì modo o meno di procurarsi delle sostanze stupefacenti. Tuttavia i due, nonostante l’evidente stato di ebbrezza, lasciarono il locale a notte inoltrata ma Alistair Kinnear si offrì di riaccompagnare Bon Scott a casa. 
Giunti ad Ashley Place, egli si accorse che Bon Scott si era addormentato sul sedile accanto e non fu facile svegliarlo, né tanto meno sarebbe stato possibile per lui portarlo di peso in casa sua. Alistair Kinnear provò a suonare il campanello di casa ma nessuno rispose, pertanto, nonostante l’ora tarda, egli chiamò da una vicina cabina telefonica l’amica Silver Smith che cercò di tranquillizzarlo, riferendogli che Bon Scott in quei frangenti in cui era solito calarsi, ovvero bevendo alcolici smodatamente, avrebbe soltanto avuto bisogno di dormire.

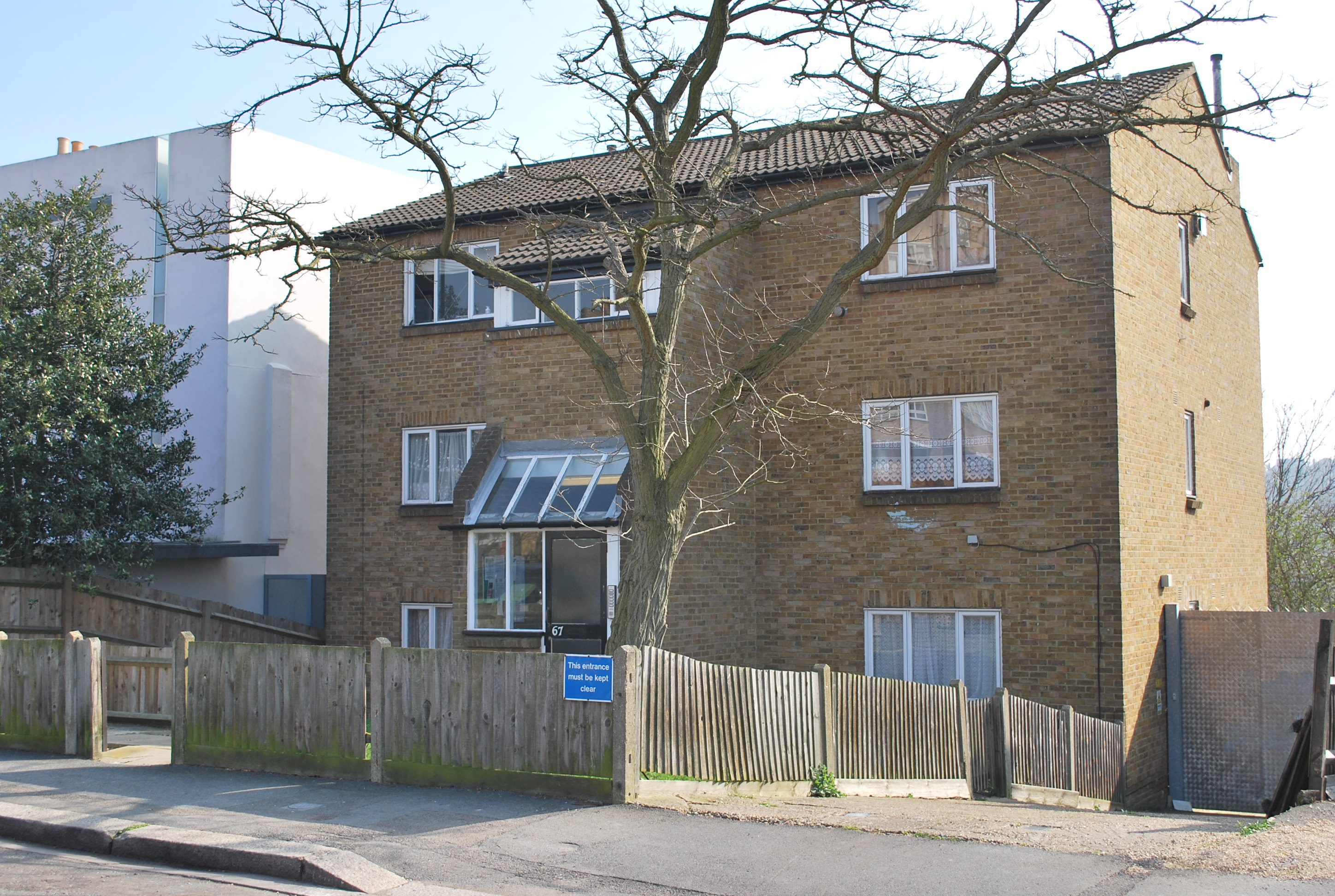
L’edificio al 67 di Overhill Road, dove ha abitato Alistair Kinnear

Non potendo fare diversamente Alistair Kinnear decise dunque di fare ritorno alla propria abitazione di East Dulwich, nell’area sud-est di Londra e, eventualmente, far dormire Bon Scott a casa sua. 
Giunto al 67 di Overhill Road, Kinnear cercò nuovamente di svegliare Bon Scott ma senza successo, poiché probabilmente egli era già piombato in un grave stato di incoscienza. Rassegnatosi a non poterlo svegliare per ospitarlo in casa, Kinnear reclinò il sedile passeggero della vettura e coprì Bon Scott con una coperta per ripararlo dal freddo di quella notte di febbraio. Kinnear lasciò nella vettura anche un biglietto con scritto il proprio nome, il suo recapito telefonico e l’indirizzo di casa sua, che era proprio di fronte, dopodiché andò a dormire.
L’indomani intorno alle undici del mattino, Kinnear ricevette una visita di un amico, un certo Leslie Loads, a cui egli chiese di controllare se nella sua Renault 5 vi fosse stato ancora Bon Scott ma l’amico gli riferì di non vedere nessuno all’interno della vettura, che non aveva nemmeno i vetri appannati, al che Kinnear si tranquillizzò pensando che l'amico fosse rincasato da solo chiamando un taxi e si rimise a dormire. 

Circa alla stessa ora squillò un telefono in un appartamento di Fulham, quello di Paul Chapman, chitarrista degli UFO, una rock band britannica. A chiamarlo fu Joe Fury, altro musicista dell’ambiente musicale londinese e coinquilino di Bon Scott. Joe Fury aveva trascorso una serata a base di alcool e droga a Fulham dall’amico, ma rincasando alle prime ore del mattino non aveva trovato Bon Scott in casa. Egli piangendo disse a Paul Chapman che Bon Scott era morto e aveva necessità di contattare telefonicamente i fratelli Young per dar loro la drammatica notizia.
Tuttavia a scoprire Bon Scott esanime, o forse già morto, fu soltanto Alistair Kinnear verso il tardo pomeriggio del 19 febbraio, quando egli uscì di casa per andare a trovare un’amica e vide il suo corpo ancora nella sua Renault 5 parcheggiata di fronte casa. Pallido e riverso in posizione fetale, con evidenti tracce di vomito, Bon Scott giaceva sullo stesso sedile dove lui l’aveva lasciato la notte prima. Alistair Kinnear, in preda al panico, si diresse subito al King’s College Hospital con a bordo Bon Scott ma non fu più possibile fare nulla se non dichiararne il decesso per “intossicazione acuta da alcol”.
Le ultime ore di quella notte tra il 18 e il 19 febbraio non sono mai state chiarite del tutto, così come non è chiaro come sia stato possibile che il suo coinquilino Joe Fury fosse a conoscenza della morte di Bon Scott già dalla mattina di quel martedì 19 febbraio, prima del suo effettivo ritrovamento nella vettura da parte di Alistair Kinnear nel tardo pomeriggio successivo.
 
Dall’autopsia emerse soltanto che Bon Scott aveva ingerito una massiccia quantità di superalcolici ma non vennero effettuati ulteriori esami più specifici per capire se avesse anche assunto stupefacenti. Pertanto non è mai stato appurato se Bon Scott avesse fatto uso di sostanze come cocaina o forse eroina. 
La salma di Bon Scott fu dapprima imbalsamata dal noto tassidermista londinese Desmond Henley e in seguito cremata a Londra, per consentire un più agevole rimpatrio delle ceneri in Australia, che furono tumulate il 1º marzo 1980 dalla famiglia Scott nel cimitero cittadino di Fremantle.

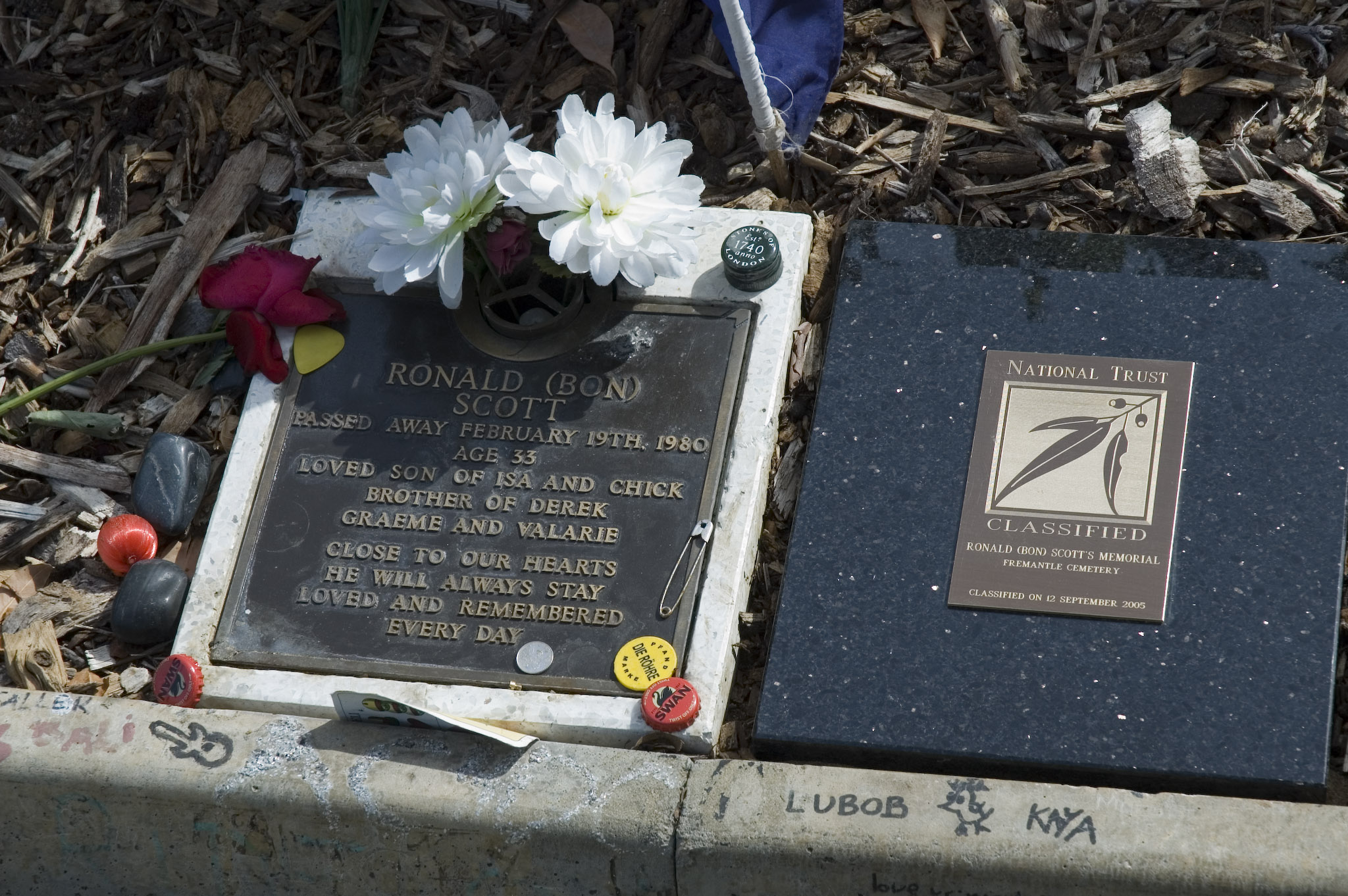
La tomba di Bon Scott nel cimitero di Fremantle, in Australia

## Gli AC/DC dopo Bon Scott
Cinque mesi dopo la morte di Bon Scott, gli AC/DC completarono il lavoro iniziato con lui a Londra e registrarono l’album Back in Black presso i Compass Point Studios di Nassau, alle Bahamas. La pubblicazione di Back in Black fu una sorta di tacito tributo postumo a Bon Scott e riscosse un ottimo successo di vendite ma, dall’aprile del 1980, il cantante italo-britannico Brian Johnson prese il posto di Bon Scott come nuovo frontman. 
La questione di eventuali testi inediti di Bon Scott utilizzati e non accreditati negli album successivi, rimane un argomento di dibattito permanente, tuttavia gli eredi hanno fondato da tempo la Bon Scott Estate con sede a Fremantle, che gestisce i proventi di Bon Scott e tutela il suo patrimonio di diritti derivanti dalle canzoni scritte nella sua intera carriera tramite la Sonic Rights Management di Sydney.

## Pubblicazioni e riconoscimenti postumi
Oltre ad alcuni album e raccolte postume di grandi successi degli AC/DC, nel 2022 il giornalista Jesse Fink ha cercato di approfondire le dubbie circostanze della repentina scomparsa di Bon Scott, pubblicando il libro Bon, the last highway. Secondo le testimonianze raccolte da Fink sono emerse gravi discrepanze sull’orario di ritrovamento del cadavere e contraddizioni sulle molteplici persone che avrebbero incontrato Bon Scott quella sera del 18 febbraio. Inoltre non è chiaro perché Alistair Kinnear nei giorni successivi alla morte di Bon Scott si sia dileguato facendo perdere le sue tracce e lasciando il suo appartamento dal 67 di Overhill Road, che poi venne pure saccheggiato da ignoti alcuni giorni dopo.
In memoria di Bon Scott sono state erette due statue: una a Fremantle, in Australia e una seconda a Kirremuir, in Scozia, nel 2016, nel settantesimo anniversario della sua nascita.

## Discografia

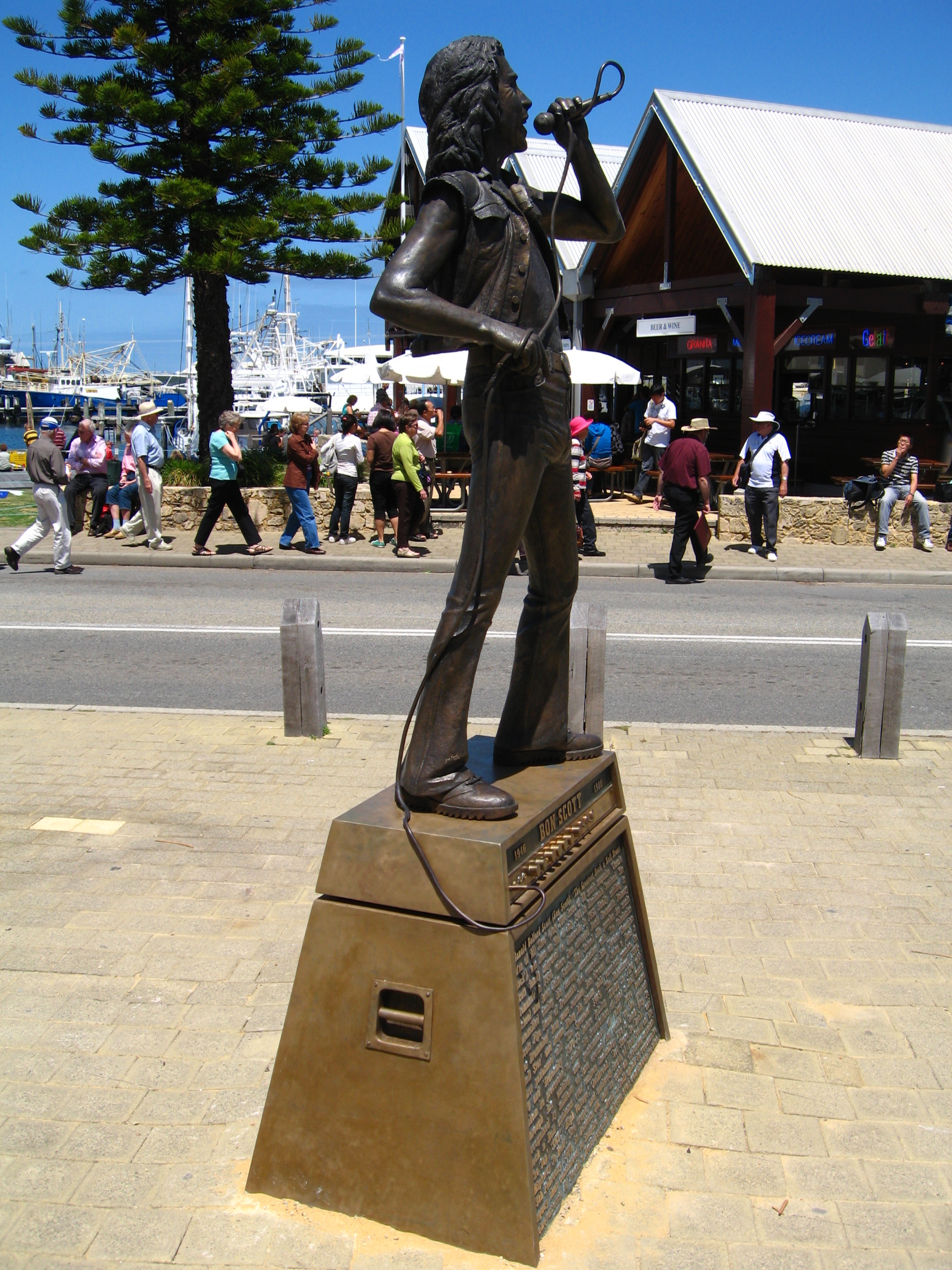
La statua in memoria del cantante a Fremantle, in Australia

### Con gli Spektors
- 1992 – Bon Scott with the Spektors (raccolta, See For Miles)
- 1999 – Bon Scott with the Spektors and the Valentines (con i Valentines) (raccolta, See For Miles)

### Con i Valentines
- 1968 – The Valentines (EP, Clarion)
- 1969 – My Old Man's a Groovy Old Man (EP, Philips)
- 1987 – Seasons of Change 1968-72 (con i Fraternity) (raccolta, Raven)
- 1988 – The Early Years 1967-1972 (con i Fraternity) (raccolta, See For Miles)
- 1991 – The Early Years (raccolta, C5)
- 1999 – Bon Scott with the Spektors and the Valentines (con gli Spektors) (raccolta, See For Miles)
- 2016 – The Sound of the Valentines (raccolta, RPM)
- 2020 – 1967-1970 (raccolta, Demon)

### Con i Fraternity
- 1971 – Livestock (album, Sweet Peach)
- 1972 – Flaming Galah (album, RCA Victor)
- 1987 – Seasons of Change 1968-72 (con i Valentines) (raccolta, Raven)
- 1988 – The Early Years 1967-1972 (con i Valentines) (raccolta, See For Miles)
- 1996 – Complete Sessions 1971-72 (raccolta, Raven)
- 1998 – Livestock - Collection (raccolta, Connoisseur)
- 2003 - Seasons of Change (raccolta, Delta)
- 2021 - Seasons of Change - The Complete Recordings 1970-1974 (raccolta, Cherry Red)
- 2021 - The Bon Scott Sessions 1971-72 (raccolta, Bonfire)

### Con i Mount Lofty Rangers
- 1996 – Round and Round and Round (singolo, Head Office)

### Con gli AC/DC

#### Album in studio
- 1974 – High Voltage (australiano)
- 1975 – T.N.T.
- 1976 – High Voltage (internazionale)
- 1976 – Dirty Deeds Done Dirt Cheap
- 1977 – Let There Be Rock
- 1978 – Powerage
- 1979 – Highway to Hell

#### Album dal vivo
- 1978 – If You Want Blood You've Got It

#### EP
- 1984 – '74 Jailbreak (postumo)

#### Raccolte
- 1986 – Who Made Who (postumo)
- 2010 – Iron Man 2 (postumo)

#### Box Set
- 1997 – Bonfire (postumo)
- 2009 – Backtracks (postumo)

## Collaborazioni
- Blackfeather "At the Mountains of Madness" (LP - CD, Infinity/Festival, 1971) (in qualità di ospite, suona flauto, tamburi e tamburello)
- Vince Lovegrove with Fraternity "Get myself out of this place (a.k.a. Getting Off) / That's alright momma" (singolo, Raven records, 1972) (Bon Scott: voce e percussioni)
- Trust "Ride On" (original and remix session con Bon Scott alla voce) (Londra, febbraio 1980)
- Trust "Trust" (mini CD, XIII BIS Records, 2000) (include "Ride On" con Bon Scott) (Londra, febbraio 1980)